# Siciliana
A siciliana é um género de dança tradicional de origem Italiana, com música barroca que se inclui como um movimento de uma obra maior, num estilo proveniente de óperas. Provavelmente oriunda da Sicília (embora não haja prova documental neste sentido) lenta, em compasso de 6/8 ou 12/8, de caráter pastoral, com certo ritmo de canção de embalar, produzido pela colocação frequente do ponto de aumentação na primeira de um série de três colcheias.
Foi atestada em Itália desde o fim do século XIV, afirmou-se nos séculos XVII e XVIII na música instrumental e vocal. As árias utilizadas nas óperas são mais lentas que a dança original. 
Vários compositores célebres, como Bach ou Fauré, escreveram composições na forma 6/8 ou 12/8 e batizaram-nas de "siciliana".
Num livro de 2006, Raymond Monelle encontrou tentativas de musicólogos para traçar o estilo de qualquer tradição autêntica na Sicília inconclusiva, embora ele tenha traçado suas origens de volta para a Renascença italiana dos anos 1500, no triplo tempo com ritmos pontilhados. Esses ritmos madrigais podem eles próprios derivar do hexâmetro dactílico da poesia épica da Grécia e Roma antigas.